# Bruntridactylus saussurei
Bruntridactylus saussurei is een rechtvleugelig insect uit de familie Tridactylidae. De wetenschappelijke naam van deze soort is voor het eerst geldig gepubliceerd in 1933 door Lucien Chopard.